# Meta, Norddeich

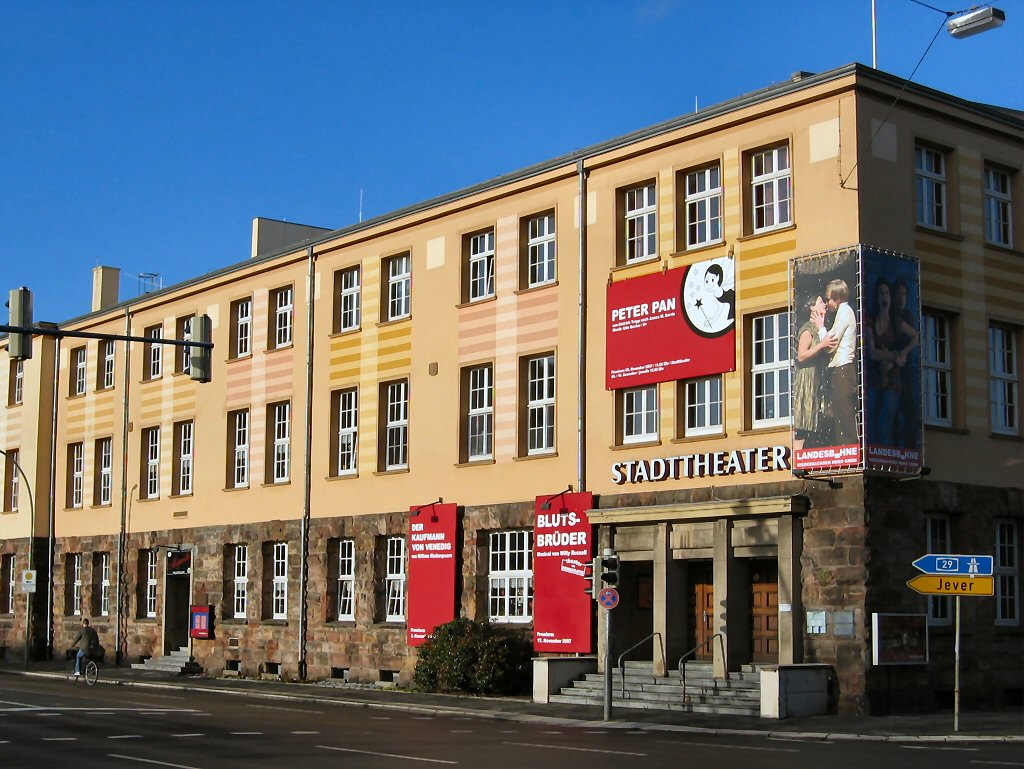
Die Premiere von Meta, Norddeich fand am 23. Januar 2010 im Stadttheater Wilhelmshaven statt.

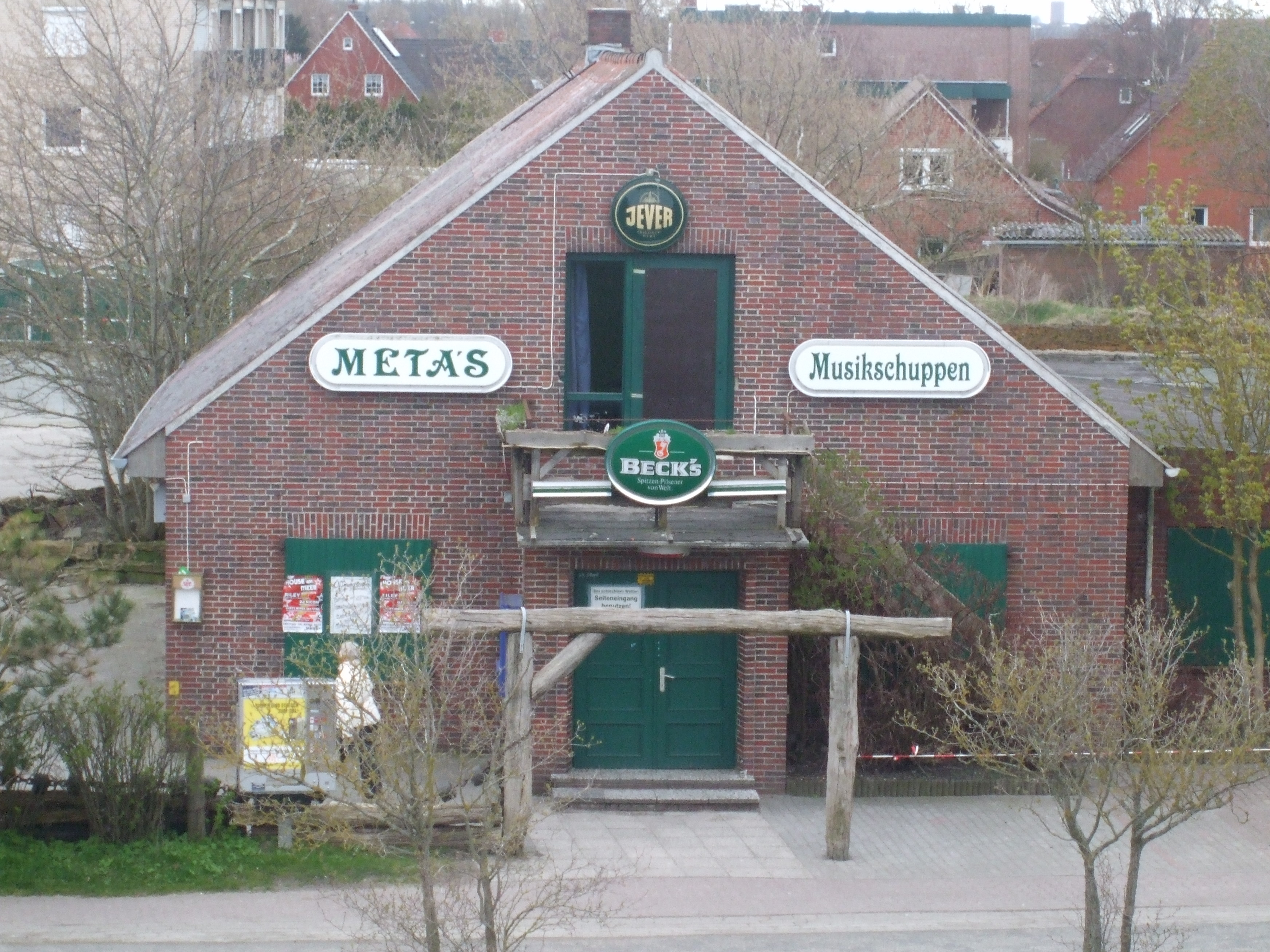
Metas Musikschuppen im Jahre 2010

Meta, Norddeich, Untertitel Das Rockmusical des Nordens!, ist ein Rockmusical von Peter Schanz, beauftragt, produziert und uraufgeführt von der Landesbühne Niedersachsen Nord (LBNN). Es thematisiert das Leben von Meta Rogall, einem Original Ostfrieslands, das im Ortsteil Norddeich der Stadt Norden von 1961 bis 1994 eine Musikkneipe mit dem Namen Haus Waterkant betrieb. Die Besitzerin leistete als Wegbereiterin der Beatmusik kulturelle Pionierarbeit, indem sie nach dem Vorbild des Star-Clubs in Hamburg deutsche und internationale Rockmusiker ins damals beschauliche Ostfriesland verpflichtete und damit Bedeutung über die Region hinaus erlangte. Neben der Uraufführung bei der Landesbühne gab es keine weitere Inszenierung.
Das Musical mit Angelika Bartsch in der Hauptrolle der Meta ist nach der ersten Spielzeit Anfang 2010 mit über 15.000 Besuchern die bisher erfolgreichste Aufführung der Landesbühne und wurde über die Region hinaus beachtet. Klaus Irler: Schon zur Premiere waren alle Aufführungstermine sowohl an der Hauptspielstätte im Stadttheater Wilhelmshaven als auch in den ostfriesischen Städten nahezu ausverkauft. Aufgrund der unvermuteten Nachfrage mussten zahlreiche Termine nachgelegt werden und waren ebenso, wie diejenigen der nächsten Spielzeit binnen Tagen ausverkauft. Die Inszenierung wurde von den Zuschauern begeistert und mit Standing Ovations aufgenommen.
Das Musical geht davon aus, dass dem Zuschauer sowohl die lokalen Zusammenhänge als auch die Liedtexte und deren Hintergründe im Wesentlichen schon bekannt sind. Denn Letztere haben immer Bezug zur jeweils dargestellten Szene. Bei der Titelauswahl handelt es sich zumeist um Klassiker des bei Meta bevorzugten Rockgenre. In einigen Fällen hat Peter Schanz die englischen Originaltitel mit einem deutschsprachigen Text versehen. Zwei Titel sind den ehemaligen Meta-Gästen von den Liveauftritten der Originalinterpreten bekannt.
Intention des Musicals ist es, die Zeit zurückzudrehen und den Zuschauer das Damals noch einmal durchleben zu lassen. So wird die damalige Situation rund um Meta und ihr Lokal nicht exakt biografisch, sondern exemplarisch anhand einiger authentischer Schlüsselszenen dargestellt. Aus dramaturgischen Gründen wurden diese künstlerisch ausgeschmückt sowie Klischees teilweise überzeichnet. Der Zuschauer soll mit Komödie und – insbesondere in Teilen des zweiten Aktes – im Wechsel mit Tragödie emotional bewegt werden.
Zur Vorbereitung der Aufführung begaben sich die Schauspieler an den Ort des Originalgeschehens.

## Bühnenbild

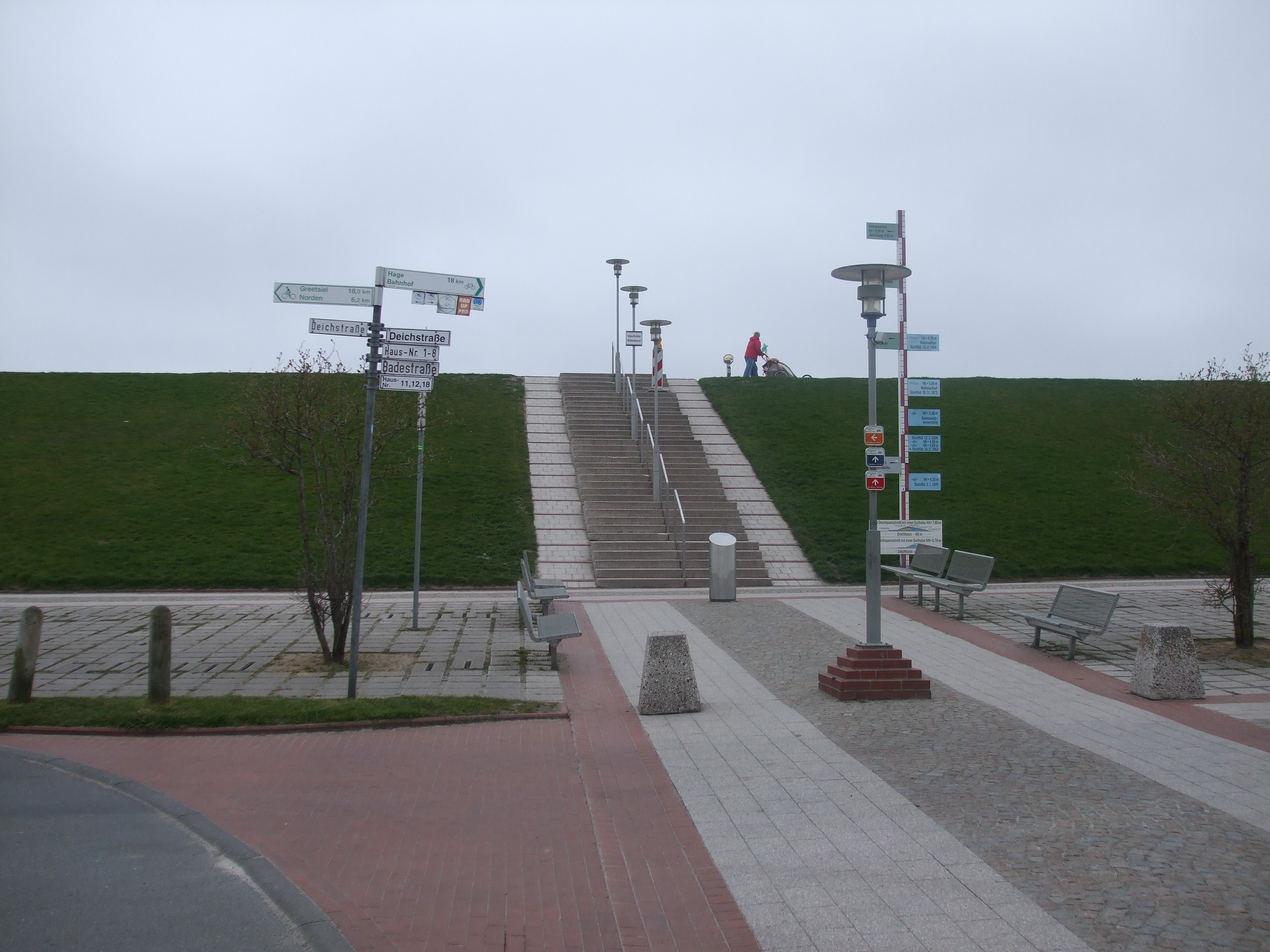
Die Originalvorlage des Bühnenbildes: Der Deich mit Treppe bei Metas Musikschuppen im Jahre 2010

Die Bühne wird von der landwärtigen Ansicht auf den Nordseedeich dominiert, so wie sie sich aus Sicht der Musikkneipe darstellte. Die Deichtreppe, die sich im Original seitlich vom Lokal befindet, wurde für das Stück in die Mitte verlegt. Das Schutzgeländer auf der Deichkrone des Bühnenbildes ist als Schafschutzzaun ausgeführt. Der Deich kann an zwei Stellen aufgeklappt werden. Hinter der Klappe auf der linken Seite findet sich der Strandkorb von Meta. Hinter der rechten Klappe verbirgt sich Metas Musikkneipe. Die hintere Kulisse der Bühne stellt wie im Original den Himmel über dem Meer dar, die mit Lichteffekten eingefärbt die Szenenstimmung unterstreicht. Der Orchestergraben bleibt unbesetzt und ist für Zuschauer bestuhlt.

## Handlung

### Erster Akt

#### Vorspiel
Der Beginn des Musicals ist fließend. Schon während das Publikum den Saal betritt, tummelt sich eine Schafherde auf dem Deich, welche die eintreffenden Gäste der ersten Reihe unversehens umringt und mit einem enthusiastischen und freudigen Blökkonzert begrüßt, was für erste Erheiterung beim Saalpublikum sorgt.
Schemenhaft im aufkommenden Nebel erkennbar stehen währenddessen die ostfriesischen Urtypen Ubbe und Focko auf der Deichkrone und schauen – abgewendet vom Zuschauer – auf das blaue Meer hinaus. Düster klingende Glockenschläge und Laute aus dem Lied Between Heaven and Hell der Rockband Jane läuten den Beginn der Handlung ein.

#### Meta kommt zurück
Nachdem sich die Szene durch die untergehende Sonne bis zur vollkommenen Dunkelheit verfinstert hat, erklingt aus dem Off:
- Meta lass uns nicht allein – Fabian Monasterios & Chor (Bob Dylan, 1973 im Original von Bob Dylan als Knockin’ on Heaven’s Door).

In diesem Lied appelliert man an Meta, doch bitte zurückzukommen.
Ubbe und Focko, bekleidet mit Friesennerz, Gummistiefeln und Wollmütze, geben sich ostfriesisch wortkarg mit niederdeutschem Slang und beklagen, dass alles doch viel zu schnell gegangen sei. Nachdem sich beide fragen, ob Meta schon oben sei, erscheint Petrus und bestätigt, dass er sie hereingelassen habe. Ubbe mimt eine Reportage von Norddeich Radio. Zunächst informiert er in englischer Sprache über den Tod von Meta und schließt mit: "Our Meta in gone over." Dann berichtet er, wie sein Gegenpart Fokko nun in der aufgehenden Sonne einen Ball erkennt, der auf die Küste zuschwimmt.
Vier nun erscheinende Blumenkinder, hier dargestellt im hawaiischen Hula-Stil mit Bastrock und Blumenkette, öffnen den Deich und Meta entsteigt einem Strandkorb. Sie hat die letzte Fähre von Norderney verpasst und musste daher zurückschwimmen.

#### Metas Musikkneipe wird geboren

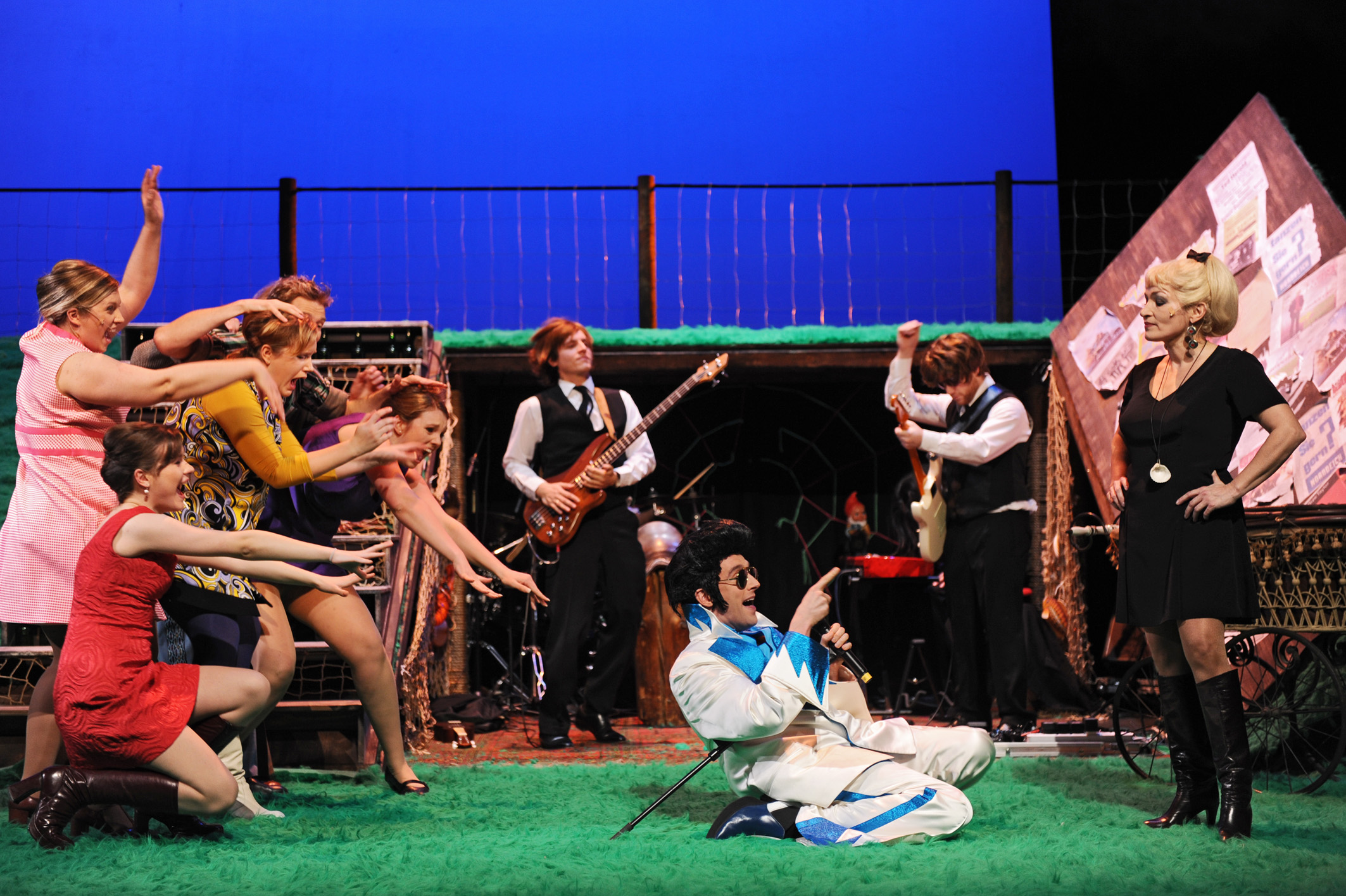
Kingsize Taylor, begleitet von der Musicalband Die Schwarzen Schatten, gibt Meta eine Kostprobe seines Könnens. Die Mädchen jubeln ihm zu. Auch Metas Kinderwagen (rechts) ist dabei.

Das ebenfalls im Deich befindliche Haus Waterkant wird nun geöffnet und der Kinderwagen herausgefahren, der von Meta bekanntermaßen zum Servieren der Getränke zweckentfremdet wurde. Die elterliche Milchbar wird umgebaut. Meta spannt hierzu die anwesenden Jungen und Mädchen zur Arbeit ein und treibt sie in ihrer resoluten Art mächtig an. Die alte „spießige“ Einrichtung wird herausgeworfen. Wegen fehlenden Geldes sind Fischernetze ein günstiges Gestaltungsmittel. Meta träumt vom besten Schuppen und der besten Musik zwischen Amsterdam und Hamburg.
Ubbe und Focko stimmen in Begleitung eines Akkordeons Es gibt kein Bier auf Hawaii an. Aber solch eine Musik möchte Meta nicht. An dem daraufhin angestimmten Smoke on the Water gefällt ihr die Intonierung auf dem Akkordeon nicht, das sie daraufhin kurzerhand im Priel versenkt. Den Jungen werden die modernen Instrumente Schlagzeug, Keyboard, E-Bass und E-Gitarre sowie der Name „Die Schwarzen Schatten“ zugeteilt. Dies geschieht in Anspielung auf die „The Black Shadows“, eine Band um den in Ostfriesland bekannten Musiker Mike Granowsky (gestorben 2008), die dort als erste Beatgruppe auftrat. Gleichzeitig ist die Musicalband damit in die Handlung integriert.
Howard Carpendale, damals Imitator von Kingsize Taylor stellt sich vor und gibt Meta eine Kostprobe seines Könnens:
- Good Golly Miss Molly – Jarno Stiddien (John Marascalco / Robert Blackwell), 1957 im Original von Little Richard.

Meta gefällt es und die Band wird engagiert. Die Gage und Anzahl der Freigetränke sind mager. Zudem werden Kost und Logis abgezogen. Frauengeschichten sind verboten. Der Betrieb der Kneipe in der neuen Form beginnt mit:
- I Got You (I Feel Good) – Jarno Stiddien (James Brown), 1965 im Original von James Brown.

#### Das Image von Metas Musikkneipe

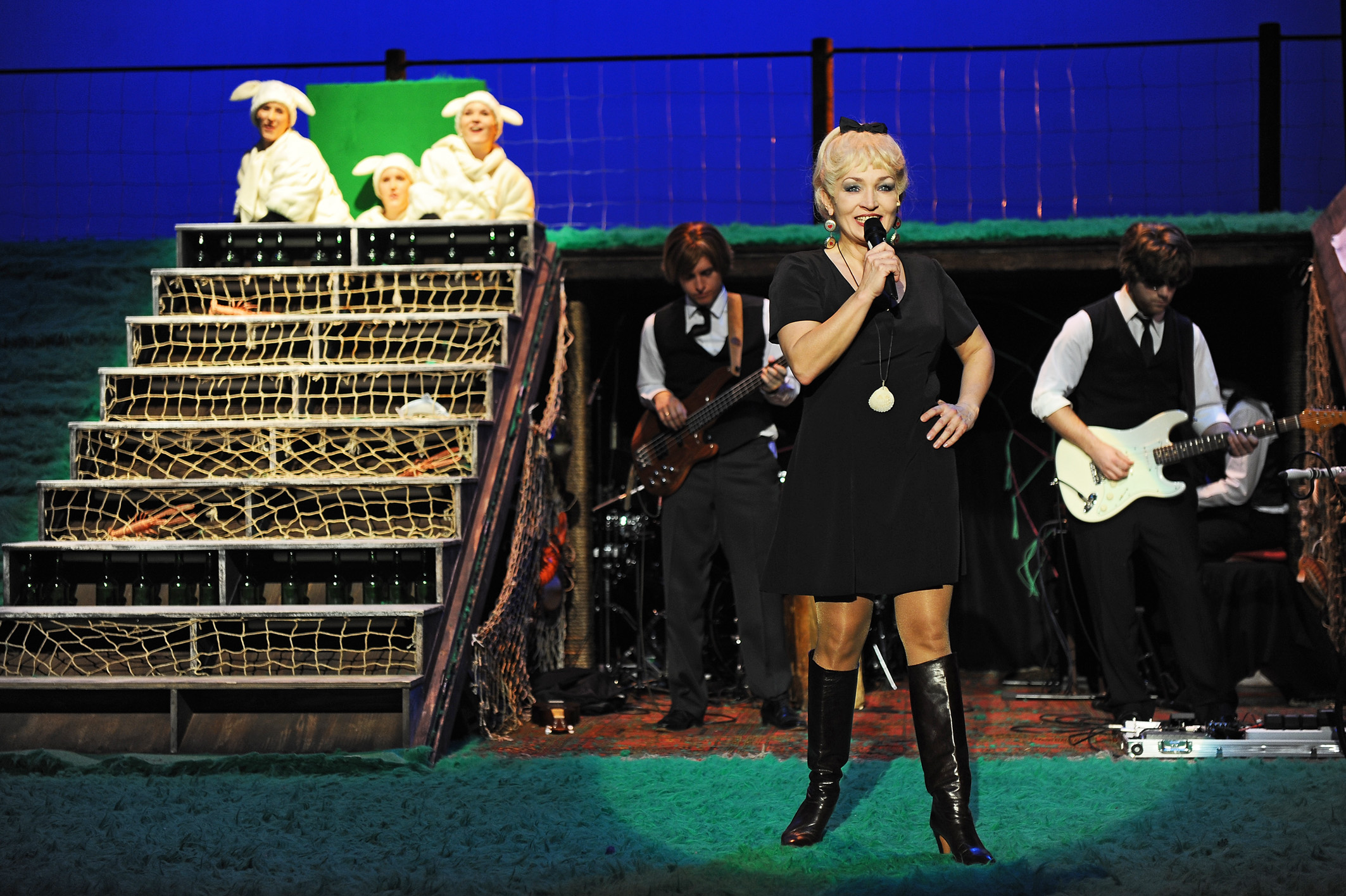
Angelika Bartsch (Meta) intoniert in Begleitung des Chors der Schafe Time Is on My Side.

Ein Mädchen möchte zu Metas Musikkneipe und gerät darüber in Disput mit ihrem Vater. Die Mutter steht zwischen den Stühlen. In den Augen des Vaters ist das Alles „Hottentottengehopse“ und „Negermusik“ und das Aussehen der Tochter das einer „Nutte“. Das sind „alles Zigeuner“, die man bei „Adolf vergessen“ habe. Diese „Langhaarigen“ seien „Tiere“ und daher menschliche Gesetze nicht auf sie anzuwenden. Rebellierend und im Streit mit ihrem Vater, dem „Nazistecher“, verlässt sie das Haus.
Zur gleichen Zeit verabschiedet sich auch der Freund des Mädchens von seiner Oma. Oma glaubt bei dem Namen „Haus Waterkant“ an einen netten Krug, in dem man einen schönen ostfriesischen Tee trinken könne und gibt dem Jungen noch ein paar Mark. Nachdem beide das Haus verlassen haben, treffen und begrüßen sie sich mit dem Ausdruck großer Erleichterung und einer innigen Umarmung.
In dieser Szene nimmt das Stück Bezug auf den Generationenkonflikt, insbesondere auf den der 68er-Bewegung.
- Time Is on My Side – Angelika Bartsch & Chor (Mick Jagger/Keith Richards, 1964 im Original von The Rolling Stones).

Dieser Titel markiert im Musical symbolisch die Aufbruchstimmung der frühen Rock-Ära.

#### Howard Carpendale lernt Deutsch mit Otto Waalkes

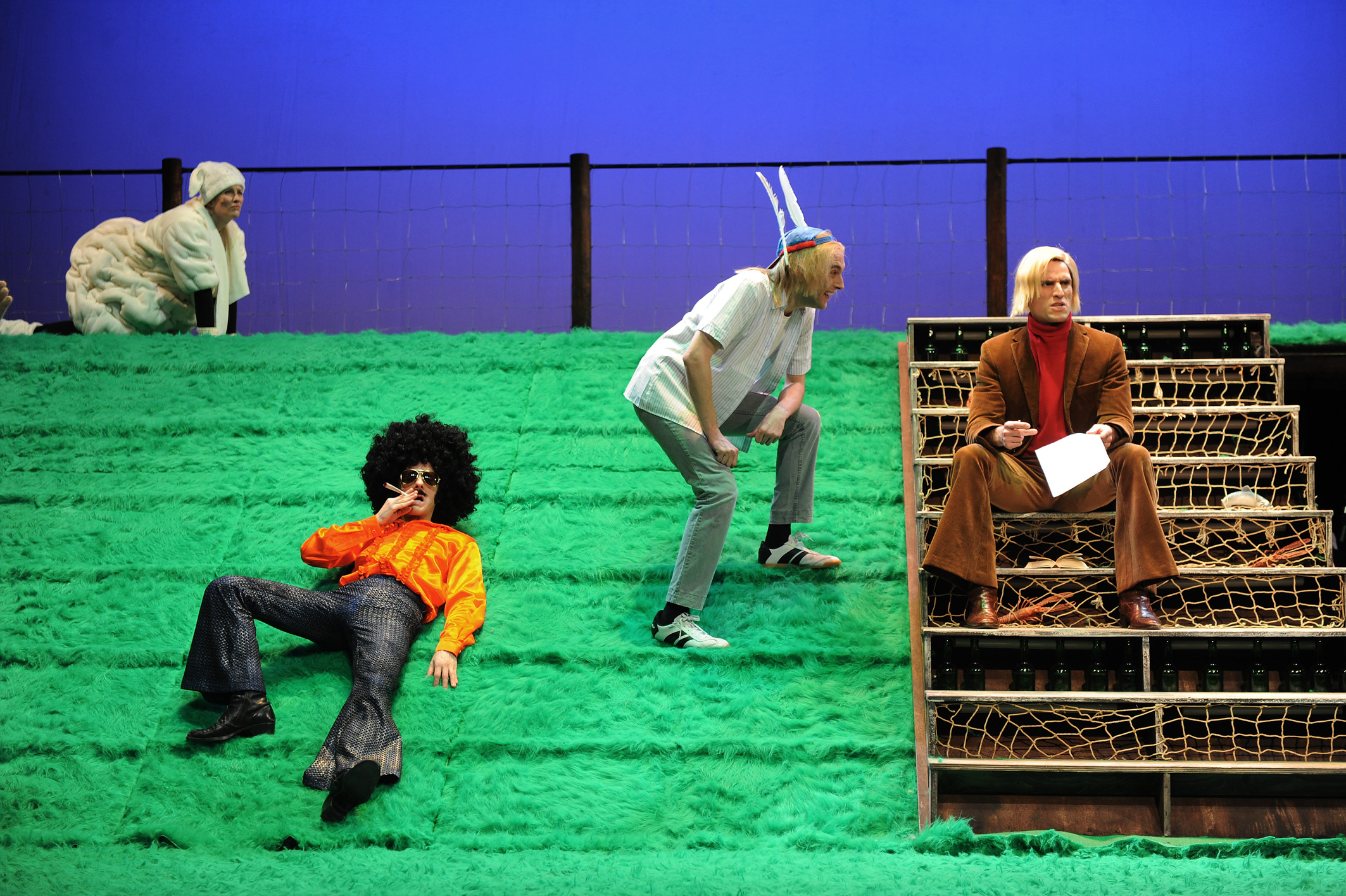
Howard Carpendale lernt Deutsch mit Otto Waalkes. Klaas genehmigt sich einen Joint. Die aus leeren Flaschen hergestellte Deichtreppe symbolisiert den Erfindungsreichtum Metas bezüglich kostengünstiger Einrichtung.

Howard Carpendale und Otto Waalkes, die zu Beginn ihrer Karriere im Haus Waterkant auftraten, betreten die Bühne. Howard ist des Deutschen noch nicht richtig mächtig und lässt sich von Otto seinen Vertrag mit Meta erklären. In Anlehnung an Ottos Englischkurse Peter, Paul and Mary versucht selbiger, Howard den Begriff „Mitglied einer Kapelle“ näher zu bringen. Ferner erfährt Howard, dass Mädchen auf den Zimmern verboten waren, da Meta ansonsten Ärger wegen Kuppelei erwarte. Währenddessen genehmigt sich Klaas einen Joint. Schließlich erhält Howard Carpendale von Meta seine Aufenthaltserlaubnis für Deutschland.
- My Generation – Fabian Monasterios & Chor (Pete Townshend), 1965 im Original von The Who.

#### Wer nichts trinkt, fliegt raus
„Wer nichts trinkt, fliegt raus!“ Mit diesen Worten, deren sich ihr Vorbild gern bediente, entnimmt Angelika Bartsch Bier der Marken Jever und Beck’s aus dem Kinderwagen, geht als Meta ins Publikum und verkauft diese. Dabei bedient sie sich deren „Schnodderschnauze“ und pariert Einwände gegen Verzehrzwang und den hohen Preis im Zwiegespräch mit einzelnen Besuchern entsprechend.

#### Rauschgiftkonsum bei Meta

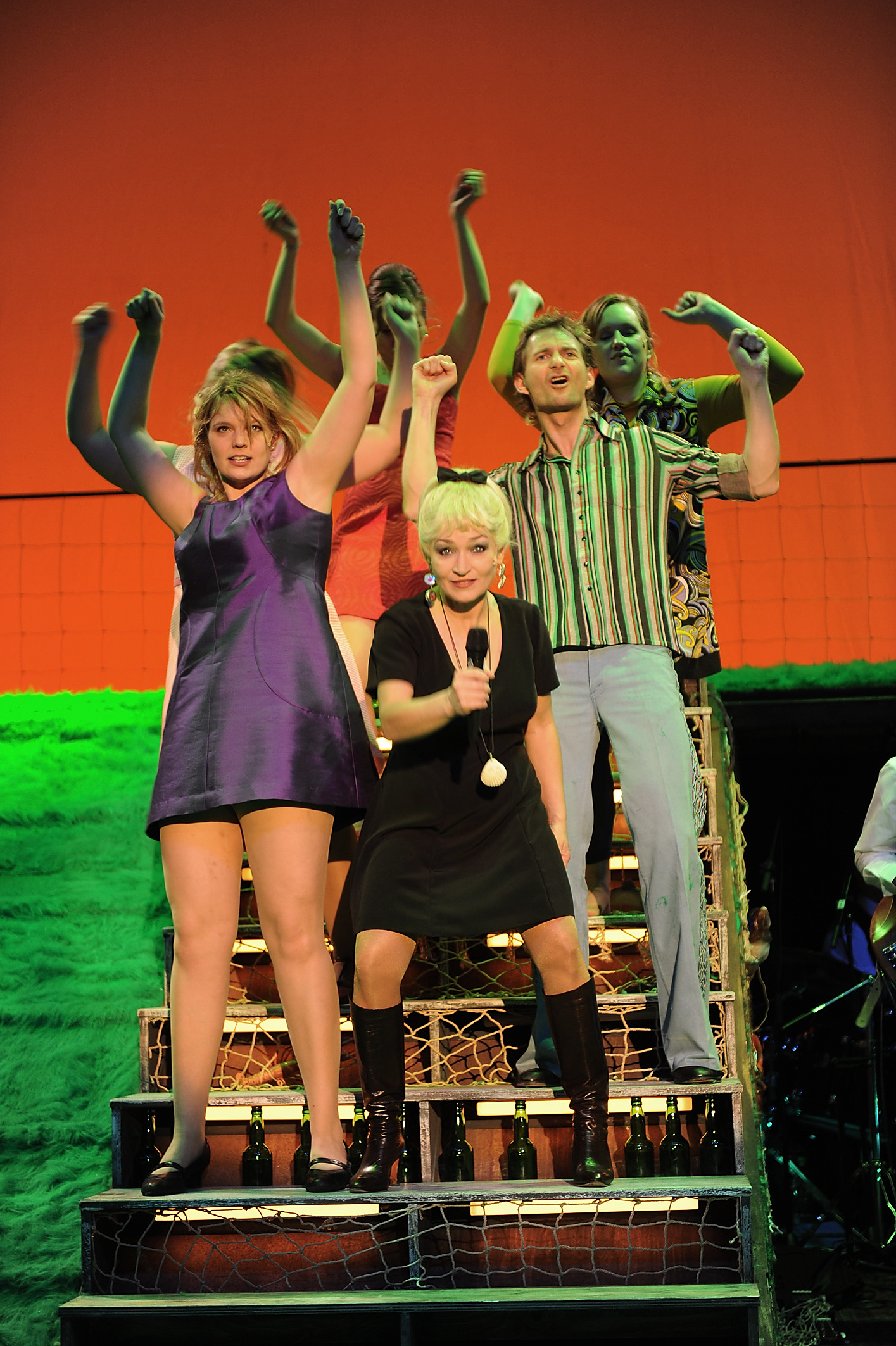
Smoke on the Waterkant … und feiern hinterm Deich. Die Gestik des Chors fordert das Publikum zum Mitmachen auf.

Ubbe und Fokko thematisieren die eingestreuten Bröckchen, die vor Metas Laden geraucht werden und die so gut riechen. Dem Dorfpolizisten ist nicht klar, was es damit auf sich hat. Er hält das Zeug für „Schafschiet“ (Schafdung), wird aber von den dann auftretenden Kriminalpolizisten des Rauschgiftdezernates Aurich aufgeklärt.
- Smoke on the Waterkant … und feiern hinterm Deich – Angelika Bartsch & Chor (Ritchie Blackmore/Ian Gillan/Roger Glover/Jon Lord/Ian Paice, 1971 im Original von Deep Purple als Smoke on the Water).

#### Meta wird geschlossen
Mit sorgenvoller Mine liest Meta einen Brief. Eine Stimme aus dem Off im damaligen Stil der Wochenschau illustriert den Inhalt und verliest die amtlichen Vorwürfe, die aus heutiger Sicht lächerlich erscheinen. Während die Stimme ihren Tonfall zunehmend verschärft, regnen immer mehr offizielle Schreiben auf sie herab. Schließlich bricht Meta unter der Last zusammen.
- Shine On You Crazy Diamond – Peter Hilton Fliegel & Ensemble (Roger Waters, Richard Wright, David Gilmour), 1975 im Original von Pink Floyd.

Schließlich verliest die Stimme aus dem Off die Verfügung zur Schließung von Haus Waterkant. Währenddessen fällt der Vorhang zur Pause.

### Zweiter Akt

#### Meta muss wieder auf

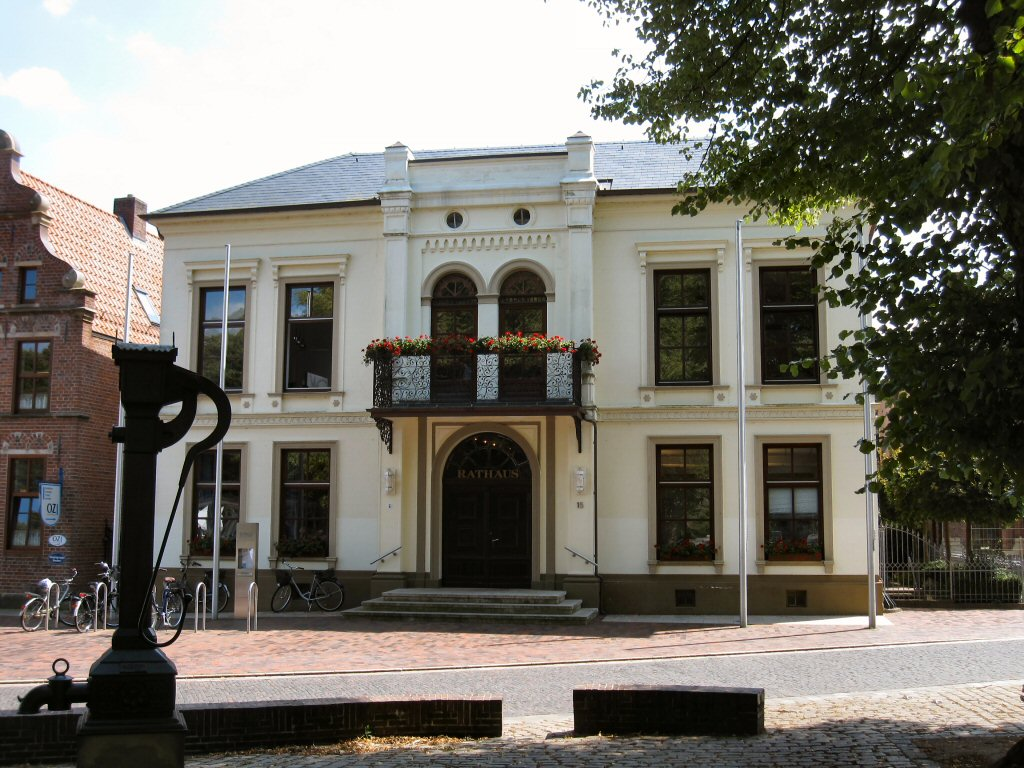
Das Norder Rathaus war Schauplatz einer Demonstration für die Wiedereröffnung Metas.

Auch der zweite Akt beginnt fließend. Gegen Ende der Pause zieht ein Demonstrationszug durch Foyer und Gänge sowie schließlich zusammen mit dem einrückenden Publikum in den Saal, wo er sich auch postiert. Dabei skandieren die jungen Demonstranten: „Meta muss wieder auf!“ Damit erinnert man an eine damals stattgefundene Demonstration vor dem Norder Rathaus.
Vor dem Bühnenvorhang, der ebenso wie das Lokal noch geschlossen ist, erscheinen der Bürgermeister von Norden, der Rechtsanwalt von Meta und eine weitere Person, die sich später als Strohmann entpuppt. Eine teils telefonisch, teils vis-à-vis geführte Verhandlung unter den dreien ergibt, dass der Strohmann formal Konzessionsträger für Metas Lokal wird. Dies widerstrebt dem Bürgermeister, der die Schließung des Lokals nach Kräften betrieben hatte. Um ihren Forderungen Nachdruck zu verleihen, wird die Verhandlung daher immer wieder durch Zwischenrufe der Demonstranten unterbrochen. Um vorzubauen, droht der Anwalt mit der Veröffentlichung der geheimen Baupläne des Bürgermeisters an der Ecke Deichstraße/Dörper Weg, die dem informierten Zuschauer als Standort von Meta bekannt ist. Letztlich lädt der Anwalt den Bürgermeister zur Neueröffnung herzlich ein. Laut jubelnd stürzen die Demonstranten auf die Bühne, deren Vorhang sich nun öffnet.
- Gamma Ray – Fabian Monasterios (Bruno Frenzel), 1975 im Original von Birth Control.

#### Metas Weg aus der Krise

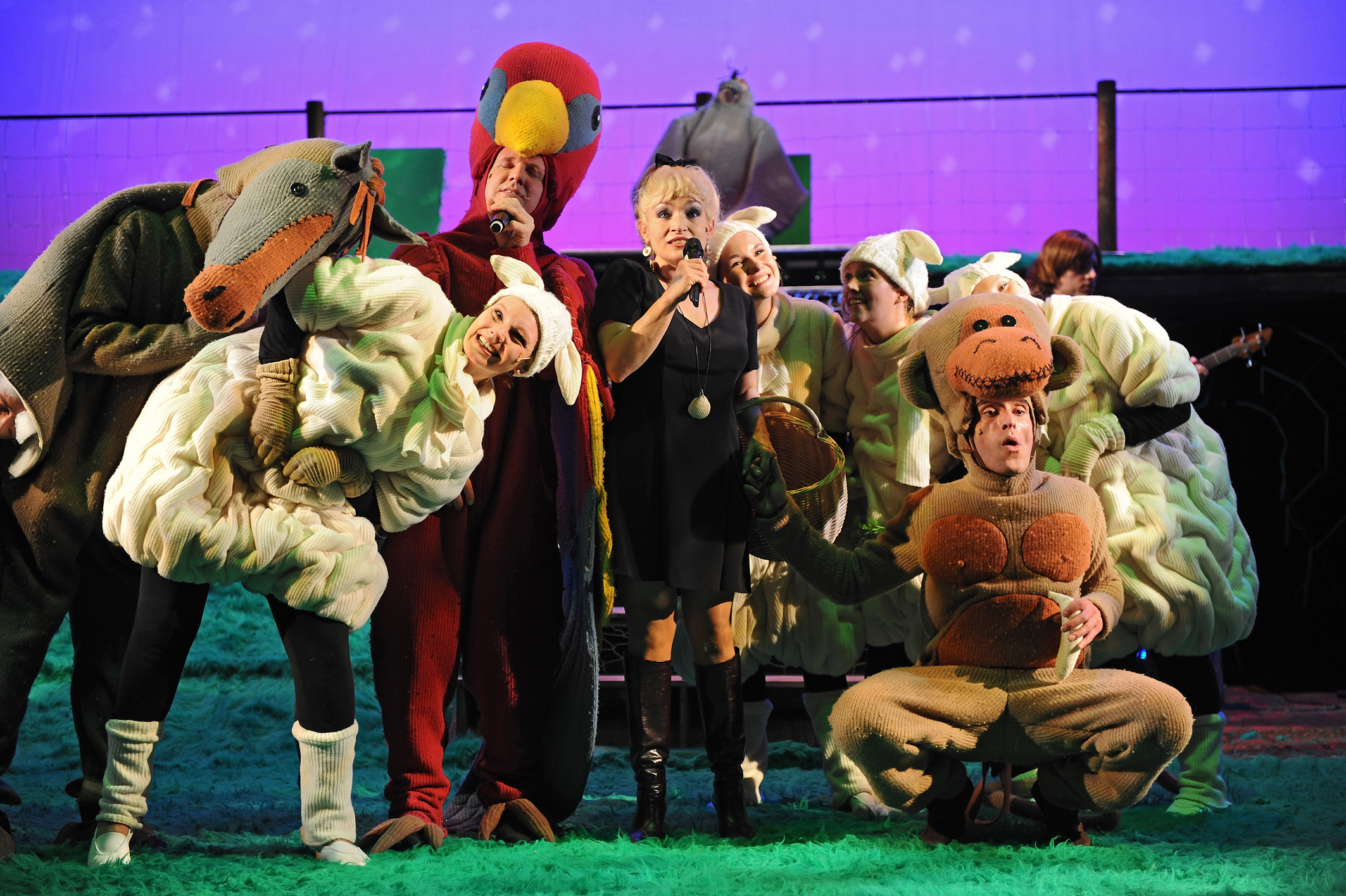
Shine On You Crazy Diamond. Meta und ihr Privatzoo

Meta reflektiert im Selbstgespräch ihr Leben und die Situation. Man müsse sich nicht schämen, wo man herkommt. Aber sie müsse sich dann schämen, wenn sie an diesem Provinzdenken nichts verändere. Sie fragt sich, ob man die Jugend nicht von der Straße holen müsse, indem man ihr einen Raum gibt.
- I’d Like to Be a Child Again – Angelika Bartsch (Udo Lindenberg), 1975 im Original von Jean-Jacques Kravetz.

Meta motiviert sich wieder: „Nur weil wir in Norddeich sind und es bei uns nicht weitergeht, heißt das noch lange nicht, dass wir nicht einfach weitermachen.“ Sie gibt sich nun kämpferisch und möchte gegen die Amtsgewalt angehen. Jetzt wieder gut gelaunt begrüßt sie den erscheinenden Gustl im Abgehen mit Moin.

#### Ein Bayer in Ostfriesland

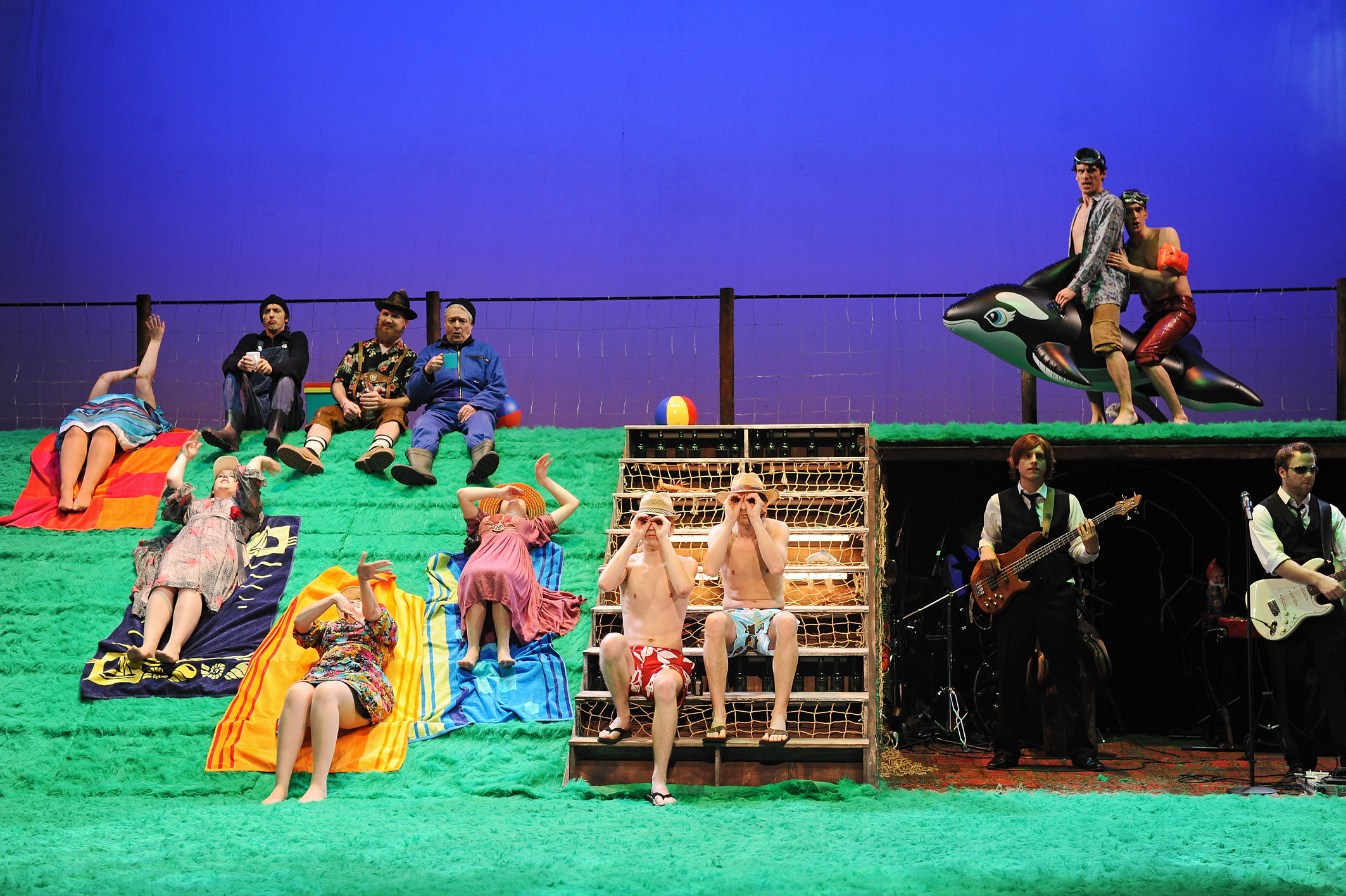
I fahr’ ans Meer nach Norddeich Mole

Der redselige Urlauber Gustl aus Bayern vermisst zunächst das (wegen Ebbe) nicht vorhandene Meer und trifft dann die wortkargen Ostfriesen Ubbe und Fokko und gibt ihnen bayrisches Bier aus. Nachdem sie es ihm in kürzester Zeit „weggesoffen“ haben, gibt es Schnaps als Nachschlag. Dabei handelt es sich um Doornkaat, der in der Stadt Norden seinen Ursprung hat. Danach werden die Urlauber auf dem Deich thematisiert, wobei derjenige Abschnitt vor Metas damals einen beliebten Treffpunkt für die Jüngeren darstellte.
Medley:
- I fahr’ ans Meer nach Norddeich Mole – Peter Hilton Fliegel, Peter Lindhorst, Stefan Ostertag (John Phillips), 1967 im Original von Scott McKenzie als San Francisco (Be Sure to Wear Flowers in Your Hair).
- Kein Schnaps im Haus – Peter Hilton Fliegel, Peter Lindhorst, Stefan Ostertag (Graham Gouldman), 1966 im Original von Herman’s Hermits als No Milk Today.
- Stop, einer geht noch rein – Chor (Brian und Edward Holland/Lamont Dozier), 1965 im Original von The Supremes als Stop! In the Name of Love.

#### Meta erkrankt an Krebs

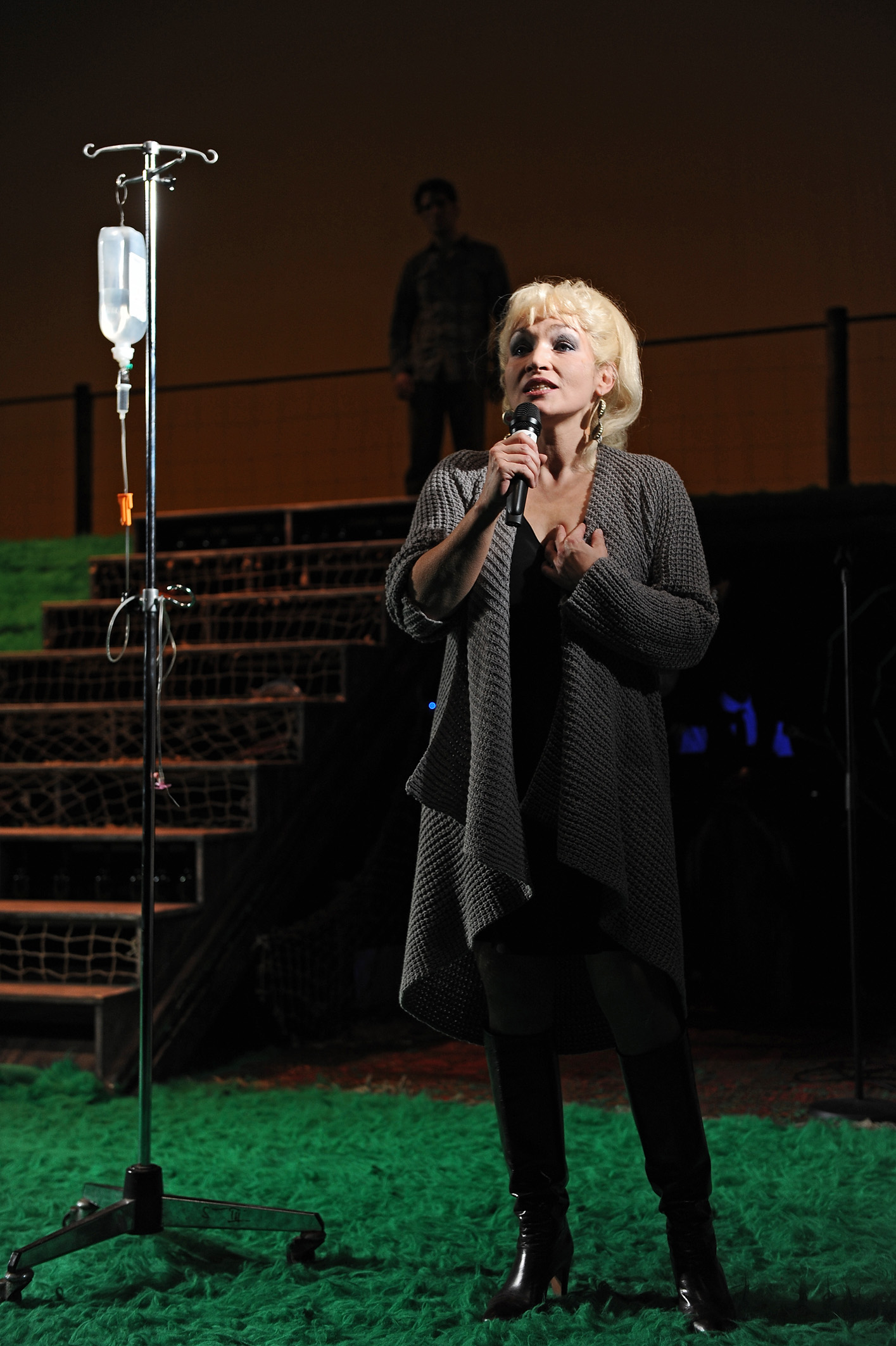
Here Comes the Sun. Meta erkrankt an Krebs

Meta erscheint mit einem Infusionsständer. Für den informierten Zuschauer wird sofort klar, dass nun ihr Krebsleiden thematisiert wird. Dies geschieht ausschließlich in musikalischer Form mit dem Lied:
- Here Comes the Sun – Angelika Bartsch & Chor (George Harrison), 1969 im Original von The Beatles.

Dieses Lied komponierte George Harrison in einer für ihn schwierigen Zeit mit ähnlichen Problemen, wie den hier thematisierten.

#### Meta stirbt
Langsam verlassen Meta sichtlich ihre Kräfte. Ihre Stimme klingt angeschlagen, als sie allein auf der Bühne mit ihrem Papagei Jakob a cappella anstimmt:
- Dat du min Leevsten büst[18] – Angelika Bartsch und Peter Hilton Fliegel (Volkslied).

Ihren letzten Vers „Dann musst du gonn“ haucht sie nur noch und stirbt schließlich. Der Papagei singt die letzte Strophe auf Hochdeutsch nochmals. Unter den Klängen von
- Stairway to Heaven – Bastian Netsch (Jimmy Page/Robert Plant), 1971 im Original von Led Zeppelin.

wird Meta zu ihrem Strandkorb getragen, dem sie zu Anfang des Stückes entstiegen ist und der dann in geflügelter Form gen Himmel fährt.
Ubbe und Fokko wiederholen den Dialog vom Anfang des Musicals nochmals in leicht abgewandelter Form. Schließlich kommt Ubbe zu der Erkenntnis, dass man nicht die Geschichte von Meta erzählen und dann so traurig aufhören könne. Er fordert daher die Band auf, in die Tasten zu hauen.

#### Finale und Zugaben

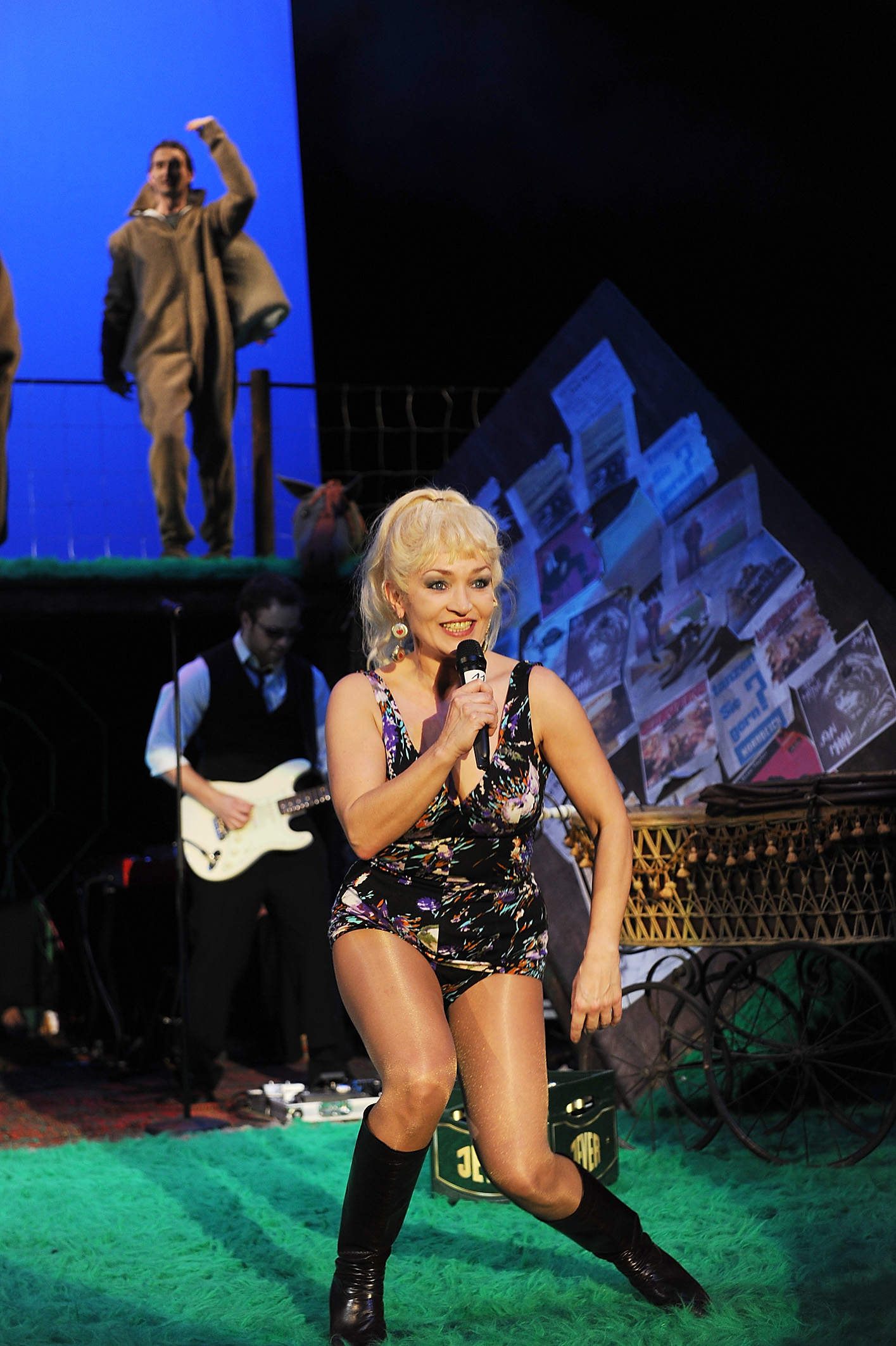
Finale

Das Finale und die Zugaben, die im Wesentlichen aus der Präsentation weiterer Musiktitel bestehen, bestreitet Meta im neuen Outfit.
- The Heart of Rock & Roll (Johnny Colla/Huey Lewis), 1984 im Original von Huey Lewis & the News.

Die Schauspieler defilieren zum Schlussapplaus und verabschieden sich mit Verbeugung vor dem Publikum.
- Walk on the Wild Side (Lou Reed), 1972 im Original von Lou Reed.

An dieser Stelle erscheint der Intendant der Landesbühne Niedersachsen Nord Gerhard Hess und startet einen Aufruf zur Unterstützung der Landesbühne. Die Zuschauer mögen zusammen „Lang lebe die Landesbühne“ rufen. Dies werde aufgezeichnet, ins Netz gestellt und an „ausgewählte Persönlichkeiten in Hannover“ gesendet.
- Break on Through (To the Other Side) (The Doors), 1967 im Original von The Doors.

Damit nimmt man auch Bezug auf die gleichnamige Ausstellung im Schloss Jever, welche die frühen Diskotheken – so auch Meta – im Großraum Ostfriesland thematisiert.
- Piece of My Heart (Jerry Ragovoy/Bert Berns), 1967 im Original von Erma Franklin, 1968 legendäre Coverversion von Janis Joplin.
- I Got You (I Feel Good) (Reprise)
- Roll Over Beethoven (Chuck Berry), 1956 im Original von Chuck Berry.
  - Zur Premiere wurde dieser Titel vom Schlagzeuger Bob Gray und Gitarrist Mike Wells der Gruppe Twilights interpretiert, die als erste britische Band bei Meta auftraten.[22][23]
- Smoke on the Waterkant (Reprise)
- Bye, bye, bye. bye

## Aufnahmen / Tonträger
- Ausschnitte der Musical Premiere sind auf einer CD zusammengestellt, die ausschließlich bei der Landesbühne erhältlich ist.
- Meta Dokumentation des Medienzentrums Norden auf Video-DVD (Trailer)